# Аникет (папа римский)
Аникет (лат. Anicetus; ум. во второй половине 160-х годов) — епископ Рима в 150-х — 160-х годах. Святой Католической церкви, день памяти 20 апреля.

## Биография
Данные о его жизни крайне скудны. Согласно Liber Pontificalis Аникет был сирийцем. Точные даты за этот период установить практически невозможно. Он точно был папой в 157 году, возможно, что он стал папой в 155 году. Annuario Pontificio датой начала правления считает 153 год.
О нём известно только то, что в период его правления в Рим приехал выдающийся епископ Смирны (Малая Азия) Поликарп, чтобы согласовать с римской церковью дисциплинарные вопросы, касающиеся установления даты празднования Пасхи, а также позицию церковных иерархов по отношению к появляющимся и растущим новым религиозным течениям, грозящим христианству расколом. Речь шла, главным образом, о взглядах фригийского крестьянина Монтана и его учеников, пропагандировавших «профетическое» христианство, в котором акцент делался на индивидуальные действия Святого Духа в религиозных переживаниях, а также о деятельности Маркиона — богатого купца из Синопа (на Чёрном море), утверждавшего, что христианство должно отбросить Ветхий Завет и развивать доктрину исключительно в духе посланий апостола Павла. Маркион прибыл в Рим и пожертвовал христианской общине значительную сумму (200 000 сестерциев) и часть своей библиотеки. Совет старейшин (о роли римского епископа источники не упоминают) отверг учение Маркиона, вернул ему деньги, но библиотеку оставил. Маркион основал в Риме собственную общину, которая нашла последователей в восточных и западных провинциях империи.
Согласно церковной традиции, он принял мученическую смерть во время правления императора Луция Вера, но точный год неизвестен. В разных источниках называются 165/166, 166 и 168 годы. Датой смерти называются 16, 17 и 20 апреля. До 1970 года его память отмечалась 17 апреля, в настоящее же время — 20 апреля.